# سایکستون (میزوری)
سایکستون (به انگلیسی: Sikeston) شهری در شهرستان نیو مادرید و شهرستان اسکات ایالت میزوری است که جمعیت آن در سرشماری سال ۲۰۱۰ میلادی ۱۶٫۳۱۸ نفر بوده است.

## نگارخانه

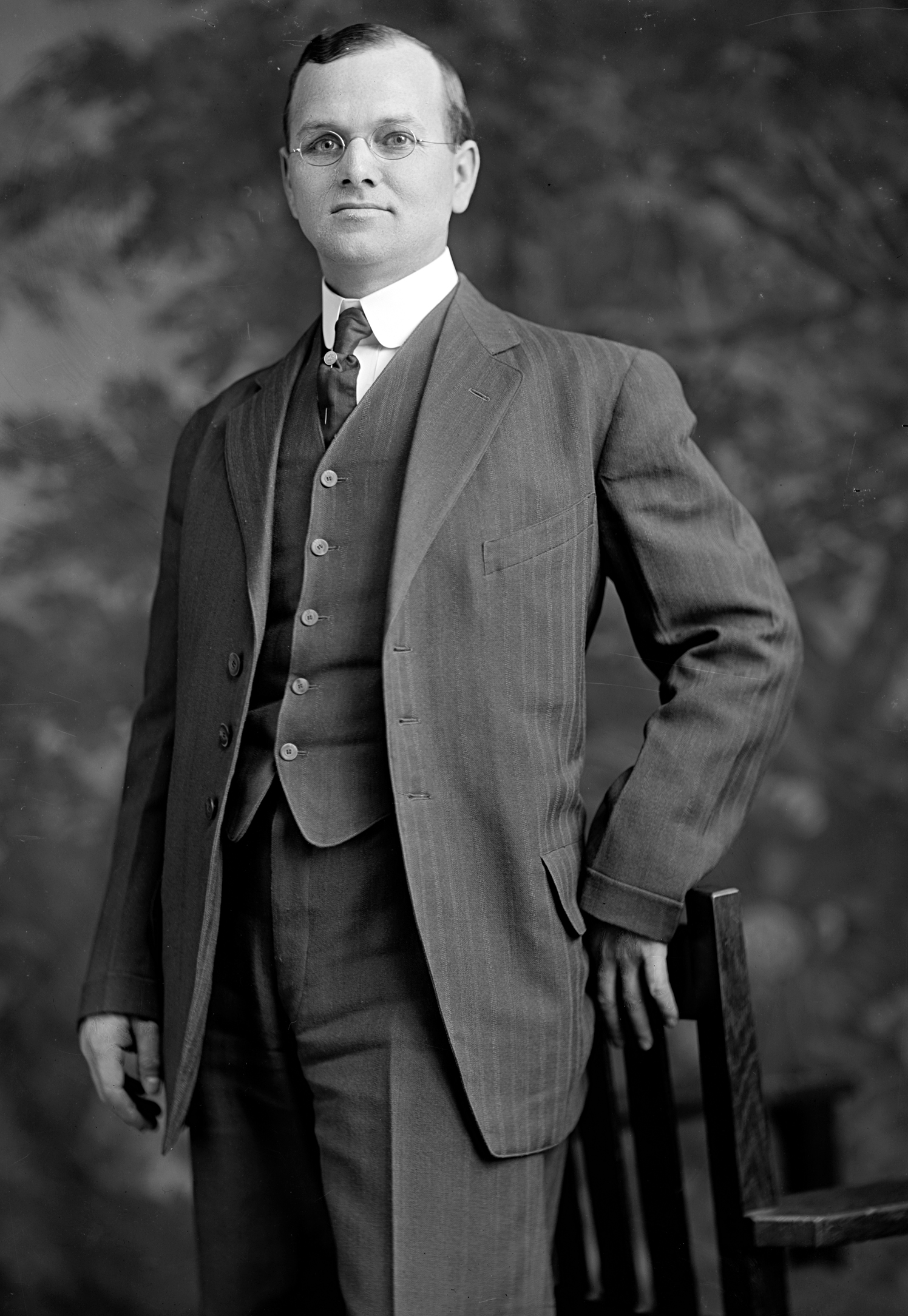
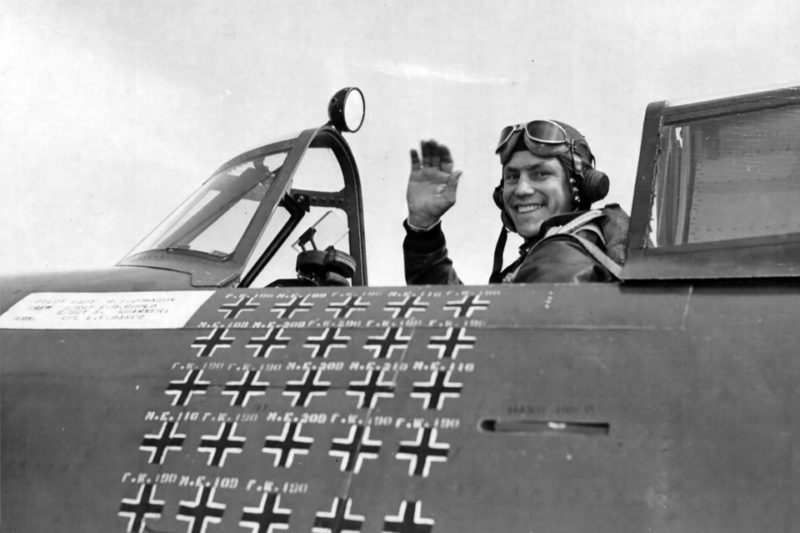
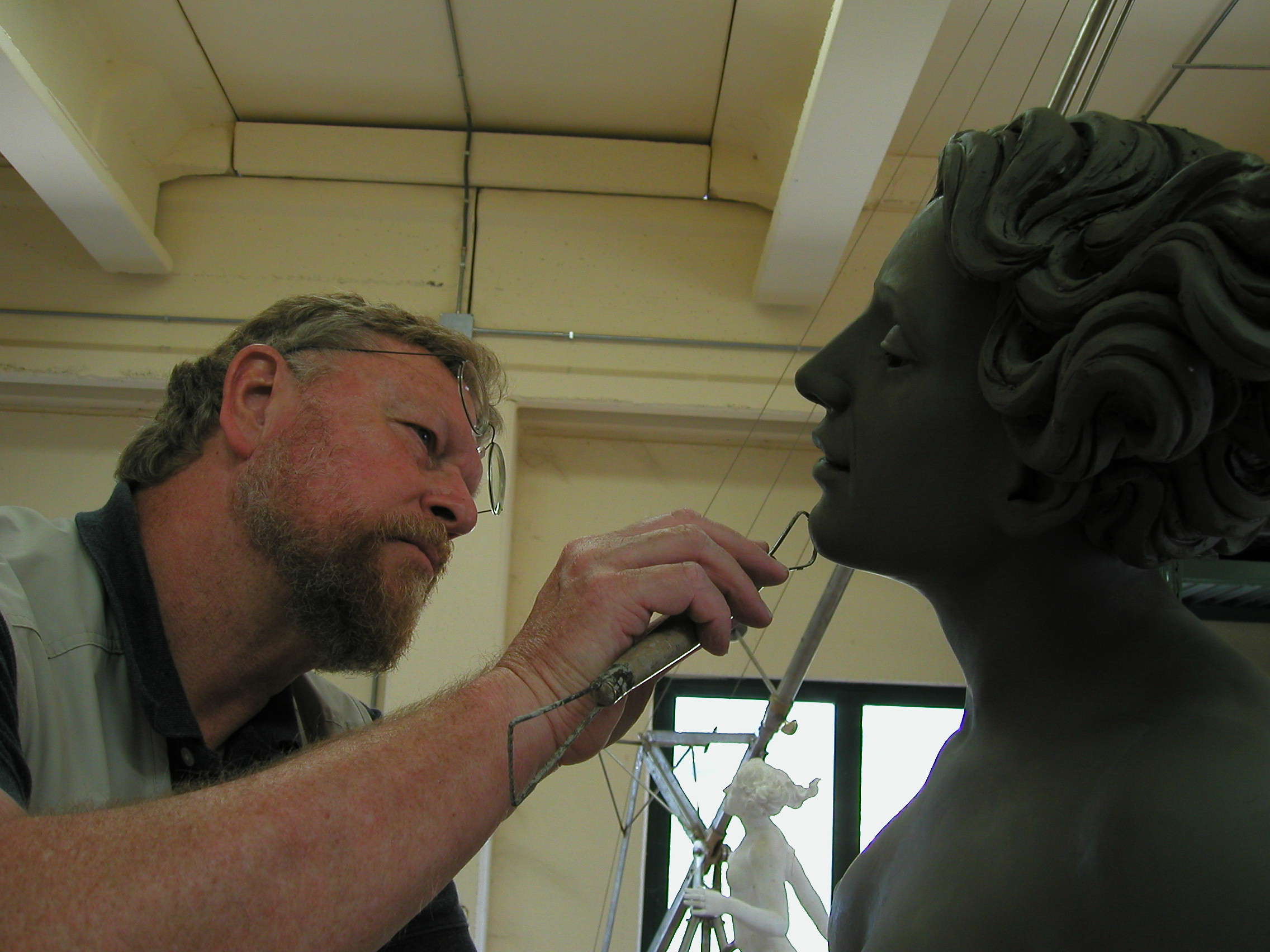
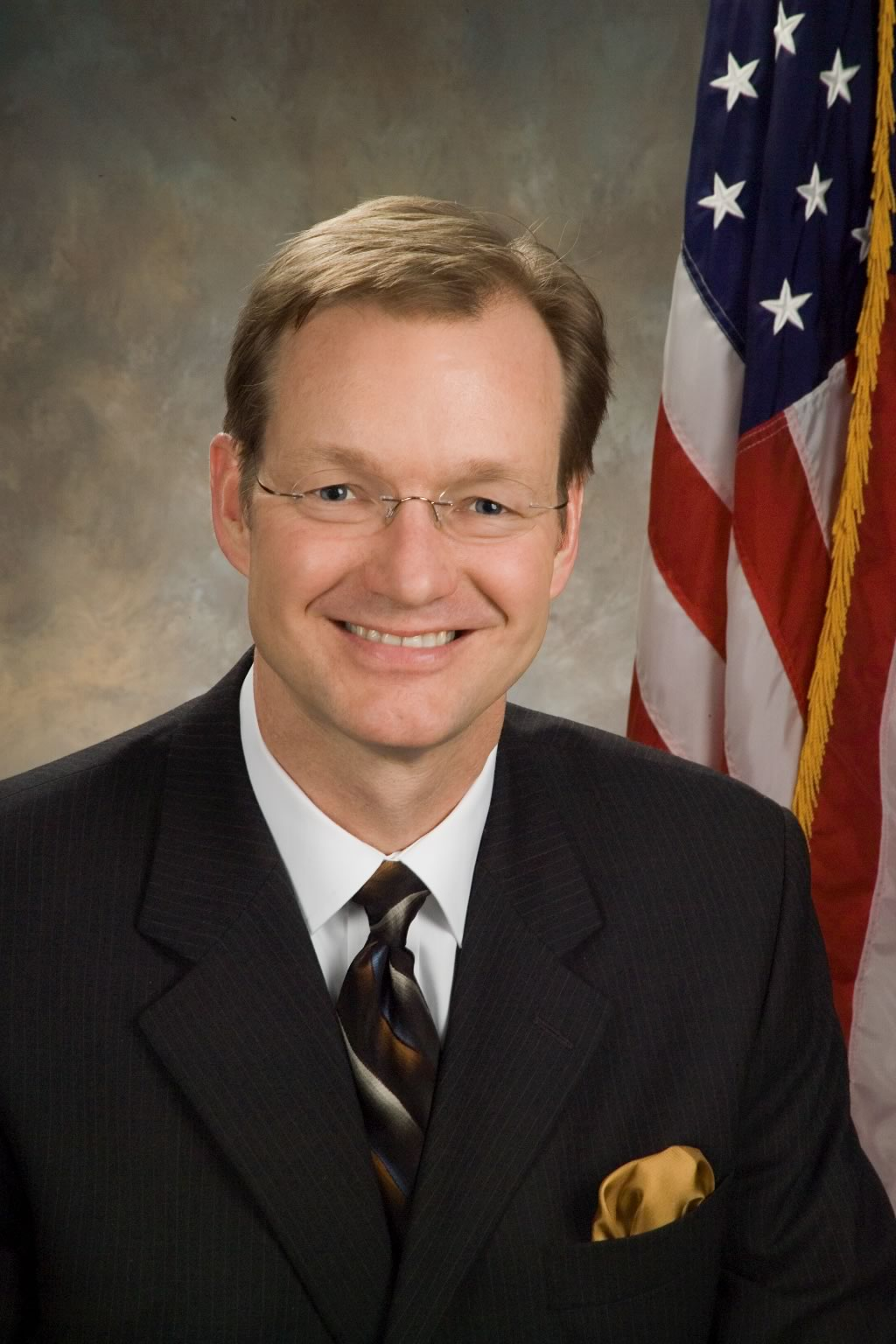
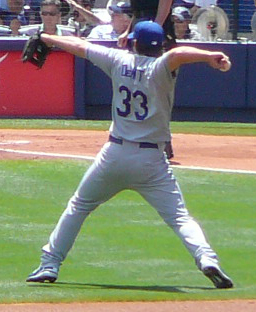
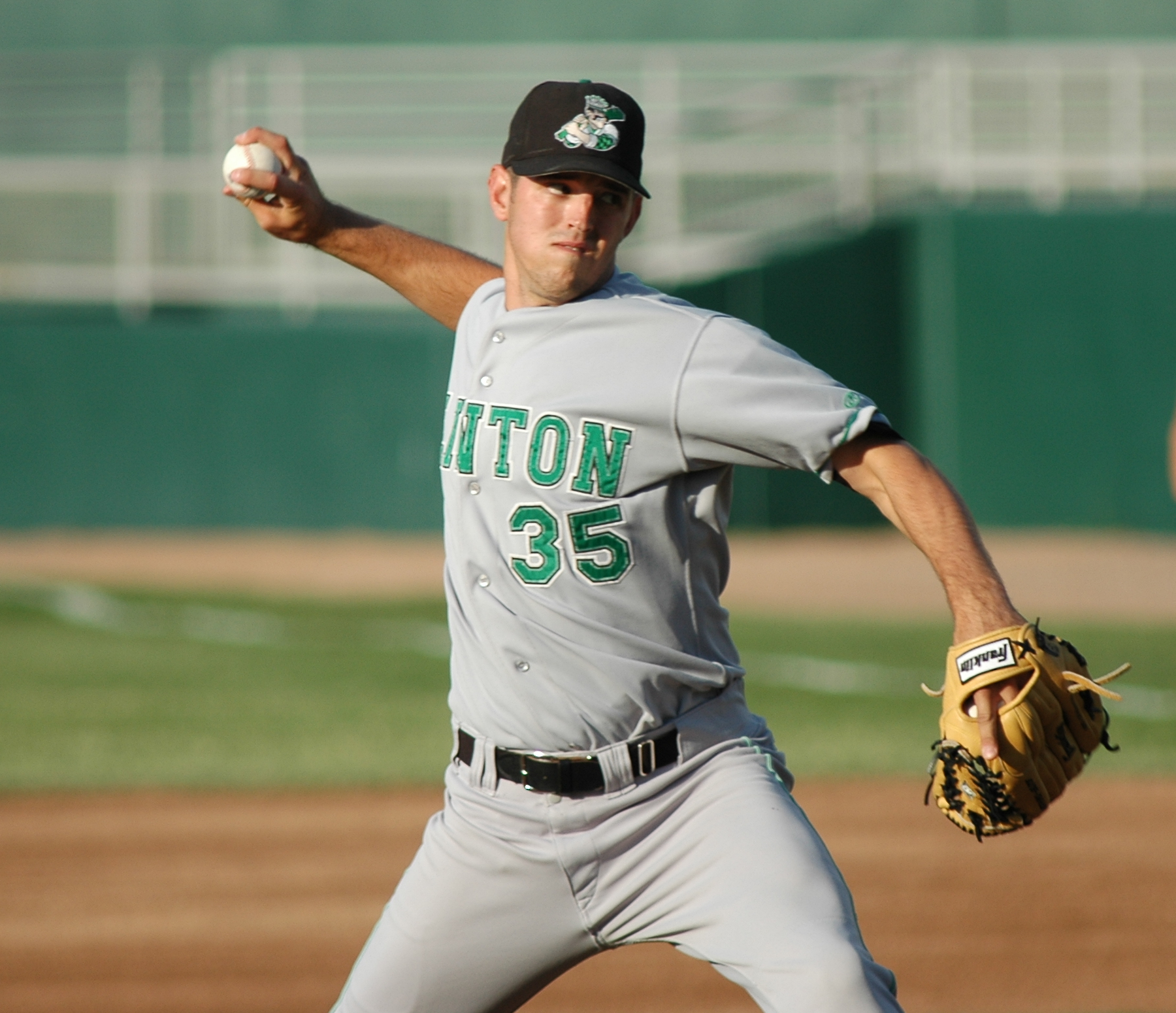